# Proceratophrys strussmannae
Proceratophrys strussmannae é uma espécie de anfíbio da família Odontophrynidae. Endêmica do Brasil, pode ser encontrada apenas nos municípios de Vale de São Domingos e Araputanga na drenagem do rio Guaporé, no  estado do Mato Grosso.